# 中興塔

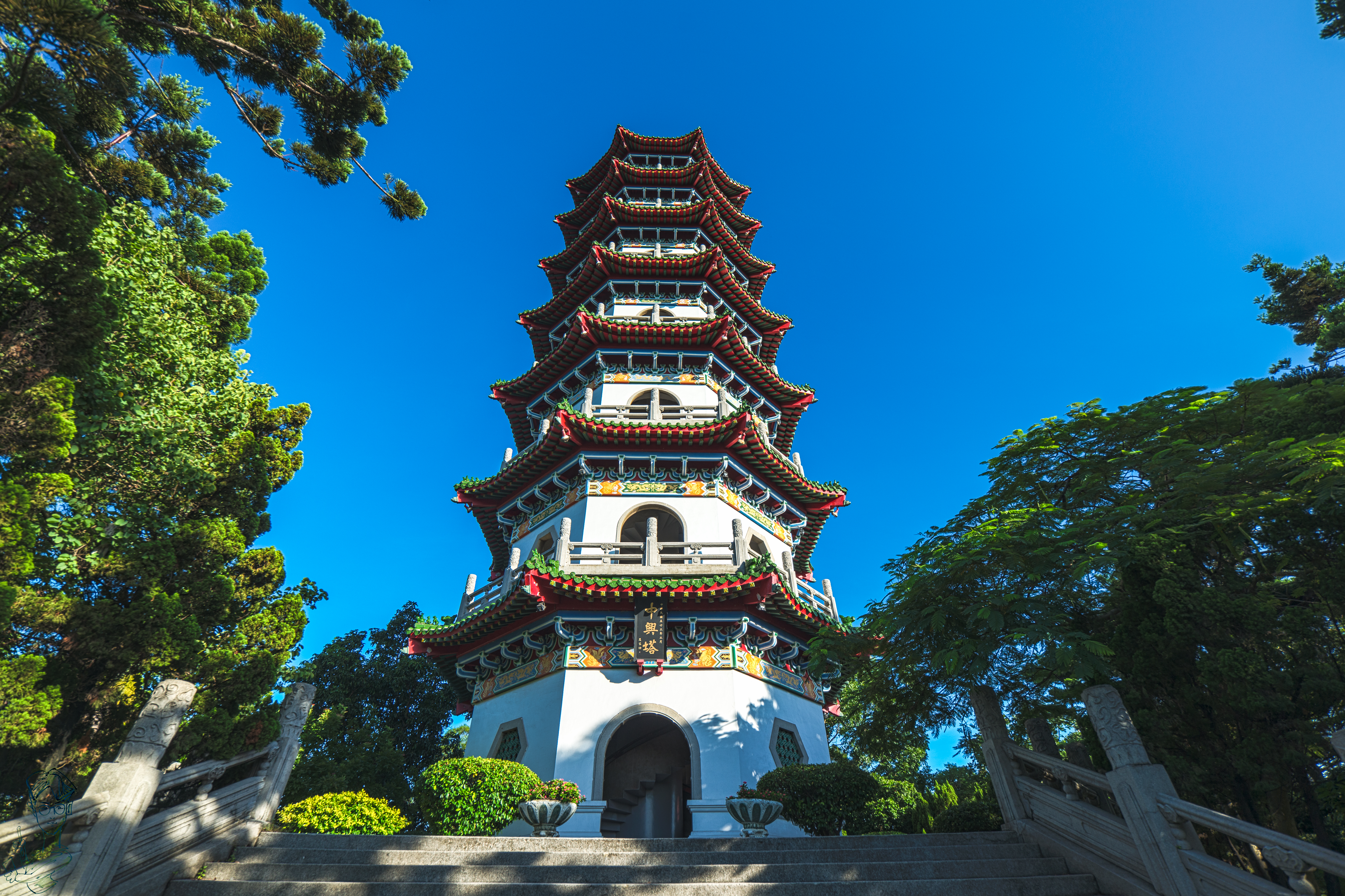
澄清湖風景區中興塔

中兴塔是位於中華民國高雄市鳥松區澄清湖的一座塔。该塔高43米，共7层。 中兴塔是澄清湖內最高的建筑物，建在离湖畔较远的小山丘上，建築風格仿照南京诺那塔以及灵谷塔等建築建造，中兴塔內有338個階梯。